# Diego Pardow
Diego Gonzalo Pardow Lorenzo (Santiago, 23 de marzo de 1980) es un abogado y político chileno, miembro del partido Frente Amplio. Desde el 6 de septiembre de 2022 se desempeña como ministro de Energía de su país, actuando bajo el gobierno del presidente Gabriel Boric.

## Familia y estudios
Nacido en Santiago de Chile el 23 de marzo de 1980, es nieto (por vía materna) de inmigrantes españoles que llegaron en el SS Winnipeg. Sus padres Gilberto Álvaro Pardow Smith y Beatriz Lorenzo Gómez de la Serna, fueron exiliados durante la dictadura militar del general Augusto Pinochet. En 1989 llegó desde España a Chile. Se licenció en ciencias jurídicas de la Universidad de Chile en 2007, jurando como abogado el mismo año ante la Corte Suprema. Posteriormente, realizó una maestría en derecho en la Universidad de California en Berkeley, Estados Unidos durante 2011, obteniendo el doctorado en 2014.Es hermano de Rodrigo Pardow Lorenzo, Fotógrafo y actor.

## Carrera profesional
En el ámbito profesional, ejerció como abogado asesor en la Dirección General de Relaciones Económicas Internacionales (DGREI) del Ministerio de Relaciones Exteriores entre los años 2007 y 2008, periodo correspondiente al primer gobierno de la presidenta Michelle Bachelet.
A continuación, desempeñó como profesor de derecho civil de la Universidad Adolfo Ibáñez y Universidad de Chile entre los años 2008 y 2010. Además, fue profesor de Análisis Económico del Derecho en la Universidad de California, entre los años 2012 y 2013, y posteriormente profesor de Economía en la Universidad de Chile desde 2016. Durante los años 2017 y 2018, recibió el «Premio Edgardo Buscaglia» a la mejor investigación empírica por la Asociación Latinoamericana y del Caribe de Derecho y Economía (ALACDE).
En conjunto a su labor académica, se desempeñó como consultor del Banco Interamericano de Desarrollo (BID) en materias de regulación de infraestructura. Además, se desempeñó como presidente ejecutivo del think tank independiente Espacio Público entre el 1 de noviembre de 2019 y el 3 de junio de 2021.

## Carrera política
Militante del partido Convergencia Social (CS) desde 2019, fue el coordinador de la campaña de Gabriel Boric durante la elección presidencial de 2021, el cual resultó electo para el periodo 2022-2026. El 6 de septiembre de 2022 Boric efectuó su primer cambio de gabinete, instancia en la cual fue nombrado como titular del Ministerio de Energía, reemplazando a Claudio Huepe Minoletti.